# Rag’n’Bone Man
Rory Charles Graham, művésznevén Rag'n'Bone Man (Uckfield, 1985. január 29. –) angol énekes-dalszerző. 2016-ban adta ki első áttörő sikert hozó dalát Human címmel, és debütáló albuma 2017 februárjában jelent meg ugyanilyen címmel. A 2017-es Brit Awards díjkiosztó gálán elnyerte a Kritikusok díját, illetve a legjobb új brit előadónak is megválasztották. A 2010-es évek végén hosszabb időre visszavonult, nem tett közzé új dalt, majd 2021-ben egy új albummal tért vissza.
Becenevének eredete: gyerekkori emlékeit felidézvén adta magának ezt a nevet; nagypapájával nézi a Steptoe and Son (1962-1974)nevű sorozatot. A sorozat egy Albert nevű férfiről és fiáról Haroldról szól. Albert egy koszos öregember, aki csontokat gyűjt.